# Gobierno de Valparaíso
El Gobierno de Valparaíso fue un área administrativa integrante del Imperio español dentro de la Capitanía General de Chile. El Gobierno de Valparaíso formaba parte eclesiásticamente del obispado de Santiago.

## Historia
Valparaíso, era una gobernación militar, creada en el siglo XVII. 
Vicente Carvallo y Goyeneche la describe así, en su "Descripción histórico-jeográfica del Reino de Chile":

"Este territorio, reducido solo a lo que es poblacion, fue también dependiente de la provincia de Quillota i una de las adyacencias de la parroquia de Casablanca, i lo mandaba un teniente de correjidor, con título de capitan de guerra;"
(...) 
"Por las piraterías que los estranjeros hacían en aquellos mares, don Antonio de Acuña i Cabrera, siendo gobernador de Chile, lo erijió en gobierno i lo confirió al capitan José de Vazquez, por título librado a 3 de agosto de 1654. Don Juan de Henriquez, en 1676, a consecuencia de real orden de 1674, mandó levantar el castillo de la Concepcion, que es una batería de ocho cañones con sus fuegos a flor de agua. Don José de Garro, en 1684, construyó el de San José, que sirve de residencia de sus gobernadores, con otra de diez cañones, cuarteles, almacenes i pabellones de oficiales; i el mariscal de campo don Antonio Guill i Gonzaga, por los años de 62 i 63 de nuestro siglo, mandó construir el de San Antonio, capaz de 18 a 20 cañones, para impedir desembarcos en la playa del Almendral."

En 1810, ya es llamado Partido de Valparaíso, para la convocatoria al Primer Congreso Nacional.
Valparaíso siguió siendo una gobernación militar de Chile.

## Administración
El asiento del Gobierno de Valparaíso, estaba en el Puerto de Valparaíso.

## Los Gobernadores
Valparaíso fue regido por un Gobernador militar desde el 19 de septiembre de 1682.

### Gobernadores de Valparaíso[1]
- Desde 1682 hasta 1823 (fin del Gobierno de Valparaíso)

| Período                 | Gobernador                                                        | Nota                           |
| ----------------------- | ----------------------------------------------------------------- | ------------------------------ |
| 1682 - 1685             | Francisco Juan de la Carrera y Elguea                             |                                |
| 1685 - 1688             | Pedro Amasa e Iturgoyen Pastene                                   |                                |
| 1693 - 1694             | Francisco de Mardones y Lagos                                     |                                |
| 1697                    | Pedro Gutiérrez de Espejo                                         |                                |
| 1699 - 1700             | Antonio Miguel Gómez de Silva                                     |                                |
| 20.04.1701 - 01.10.1706 | Matías José Vásquez de Acuña Gandara y Zorrilla, III Conde de Ren |                                |
| 01.10.1706 - 15.03.1709 | Tomás (var. Domingo) Ruiz de Azúa y Sáenz de Arzamendi            |                                |
| 15.0.1709 -             | José del Portillo y Orcasitas                                     |                                |
| 25.04.1711 - 1714       | Juan Velázquez de Covarrubias y Montero                           | El Buen Retiro, R.C.14.10.1708 |
| 1714 - 04.08.1715       | Antonio Alonso Velásquez de Covarrubias y Montero                 | interino                       |
| 1715 - 1724             | Juan Bautista Tobar del Campo                                     |                                |
| 1724 - 1748             | José de la Torre Verdugo                                          |                                |
| 1752                    | Santa Yana                                                        |                                |
| 1759 - 1780             | Antonio Martínez de la Espada de Ponce y León                     |                                |
| 1675                    | Alonso de Córdova Figueroa y Salgado de Revona                    |                                |
| 1780                    | Francisco La Riva                                                 |                                |
| 1785                    | Benavidez                                                         |                                |
| 07.03.1789 - 1799       | Luis de Álava                                                     |                                |
| 1799 - 1811             | Joaquín de Alós y Bru                                             |                                |
| 1811                    | Juan Mackenna O'Reilly                                            |                                |
| 1812 - 1814             | Francisco de la Lastra de la Sotta (Coronel)                      |                                |
| 1816                    | José Piquero                                                      |                                |
| 1817                    | Rudecindo Alvarado (Teniente coronel)                             |                                |
| 1817                    | Francisco de la Lastra de la Sotta (Coronel)                      |                                |
| Junio de 1818-1821      | Manuel Blanco Encalada (Capitán de Marina de 1.ª Clase)           |                                |
| 1821 - 1825             | José Ignacio Zenteno del Pozo (Coronel)                           |                                |